# Park of Poland
Park of Poland je polský zábavní a odpočinkový komplex na území obce Mszczonów asi 30 km jihozápadně od Varšavy v Mazovském vojvodství, jehož součástí je akvapark Suntago. Oficiálně otevřel 20. února roku 2020. Akvapark je rozdělen na 3 zóny: Jamango, saunaria a relax a má rozlohu 13 000 m². Náklady na stavbu činily 150 milionů eur.
Park začali stavět v roce 2017 a stavba trvala 2 roky. Museli vykopat vrt o hloubce 2 kilometry, zásobující vodou bazény a další atrakce.
Vodní svět se nachází na rozloze 20 hektarů. Saunový na rozloze 2500 m². Budova vypadá jako novodobá džungle, protože zde rostou různé exotické rostliny.

## Zóny

### Jamango
Zde se nachází celkem 300 skutečných palem, 4000 lehátek, dětské hřiště, dětské bazény, vlnový bazén, línou řeku, vířivky, 32 tobogánů a skluzavek. Je zde i nejdelší tobogán ve střední Evropě, který měří 316 stop.

### Relax
zde se nachází 400 skutečných palem, zahrada a řada termálních bazénů. Tato zóna je určena hlavně pro odpočinek a relaxaci, proto je vstup pouze od 16 let.

### Saunaria
zde se nachází 8 saun s maximální teplotou 100 °C a 4 ochlazovací bazénky. Tato zóna je určena hlavně pro odpočinek a rekreaci, proto je tam vstup od 16 let.

## Galerie

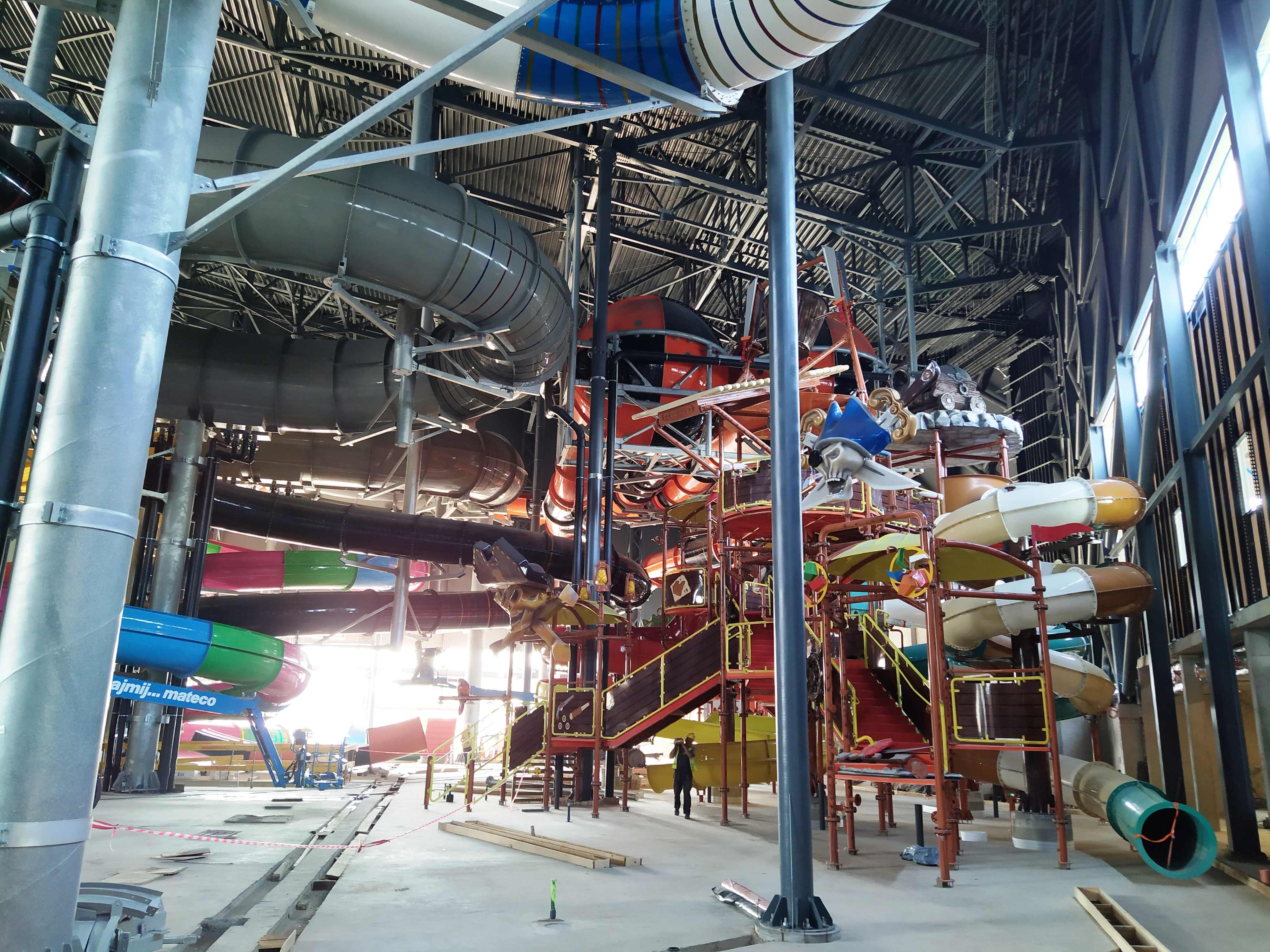
stavba
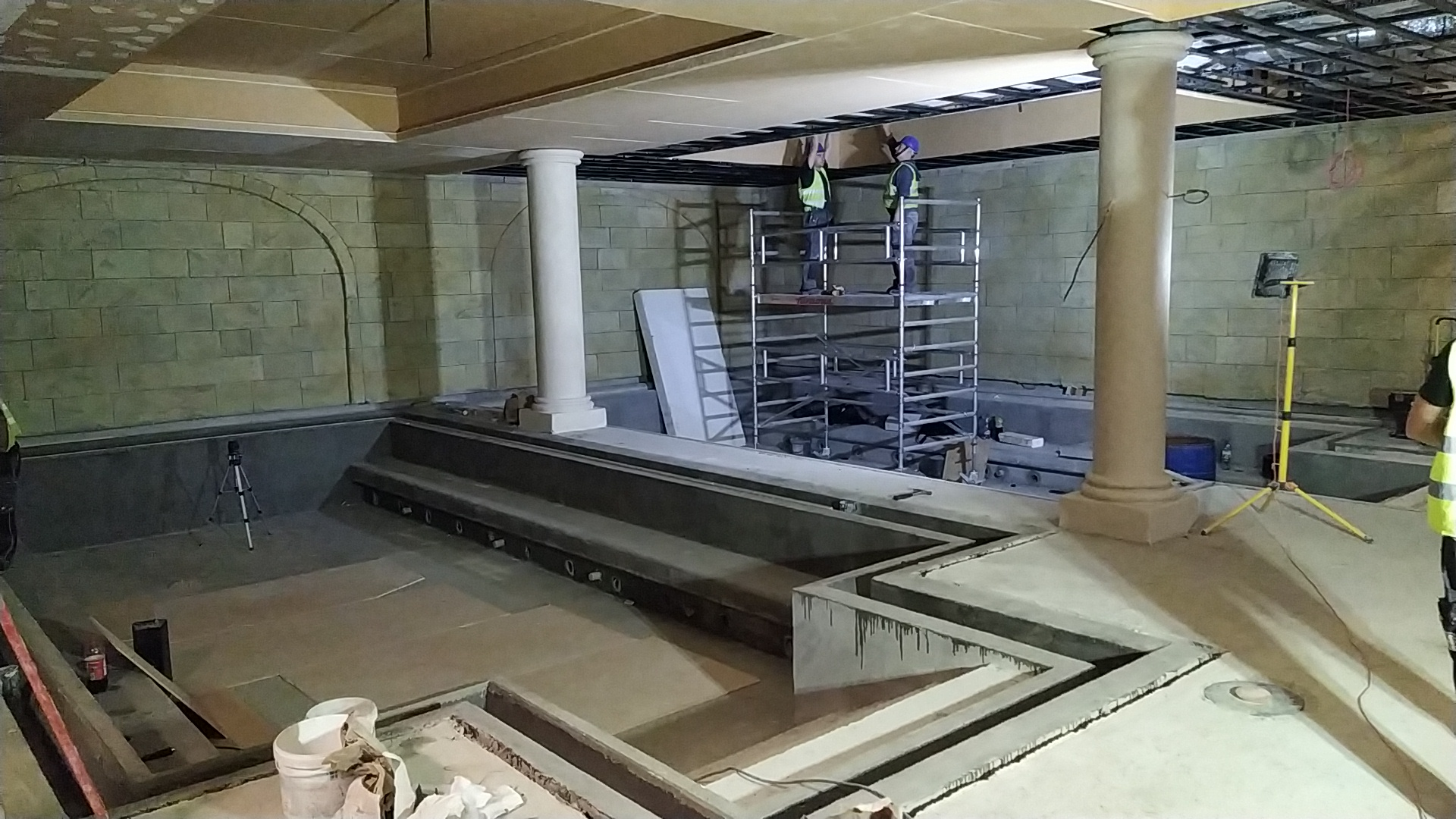
stavba
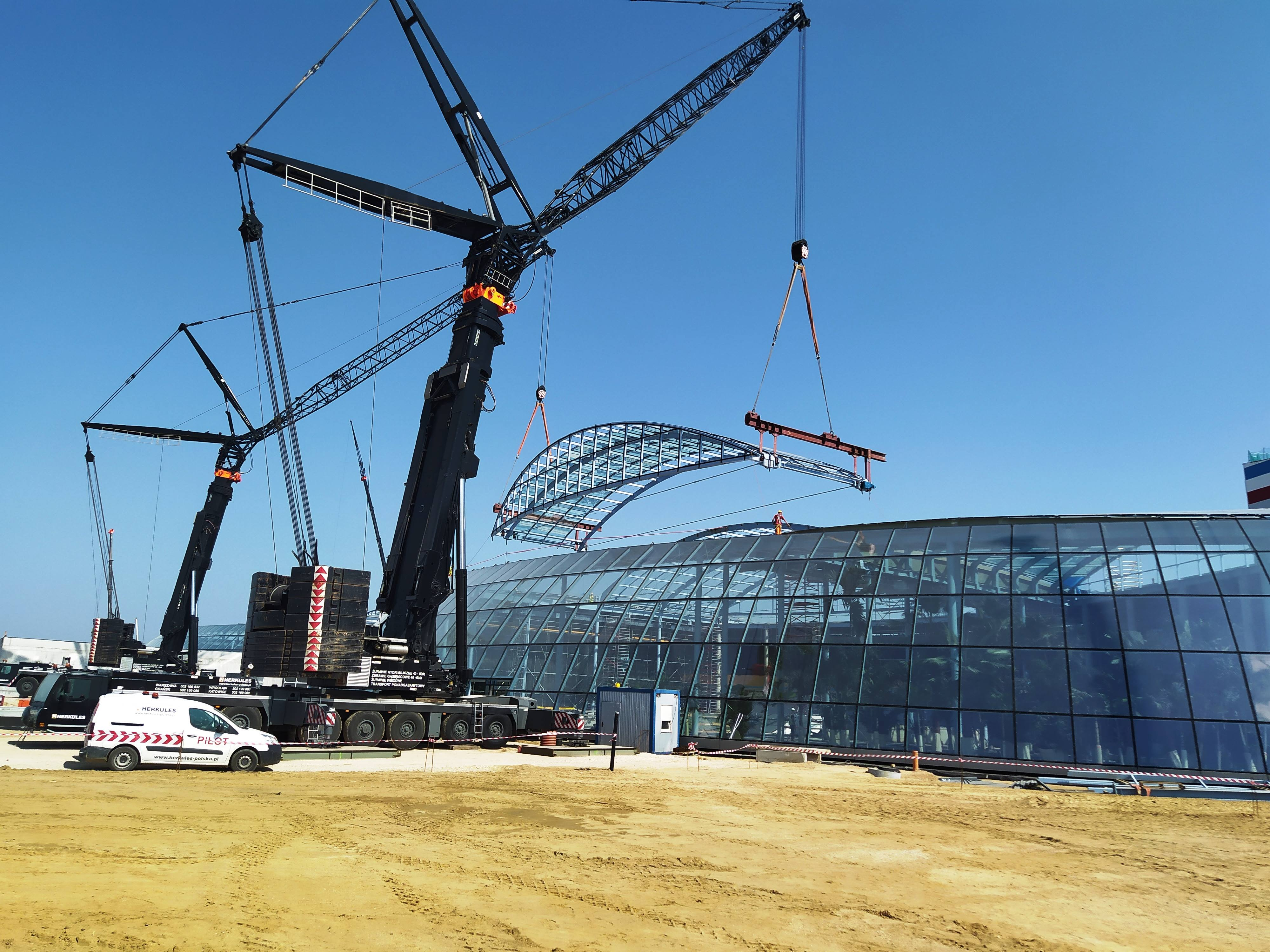
stavba
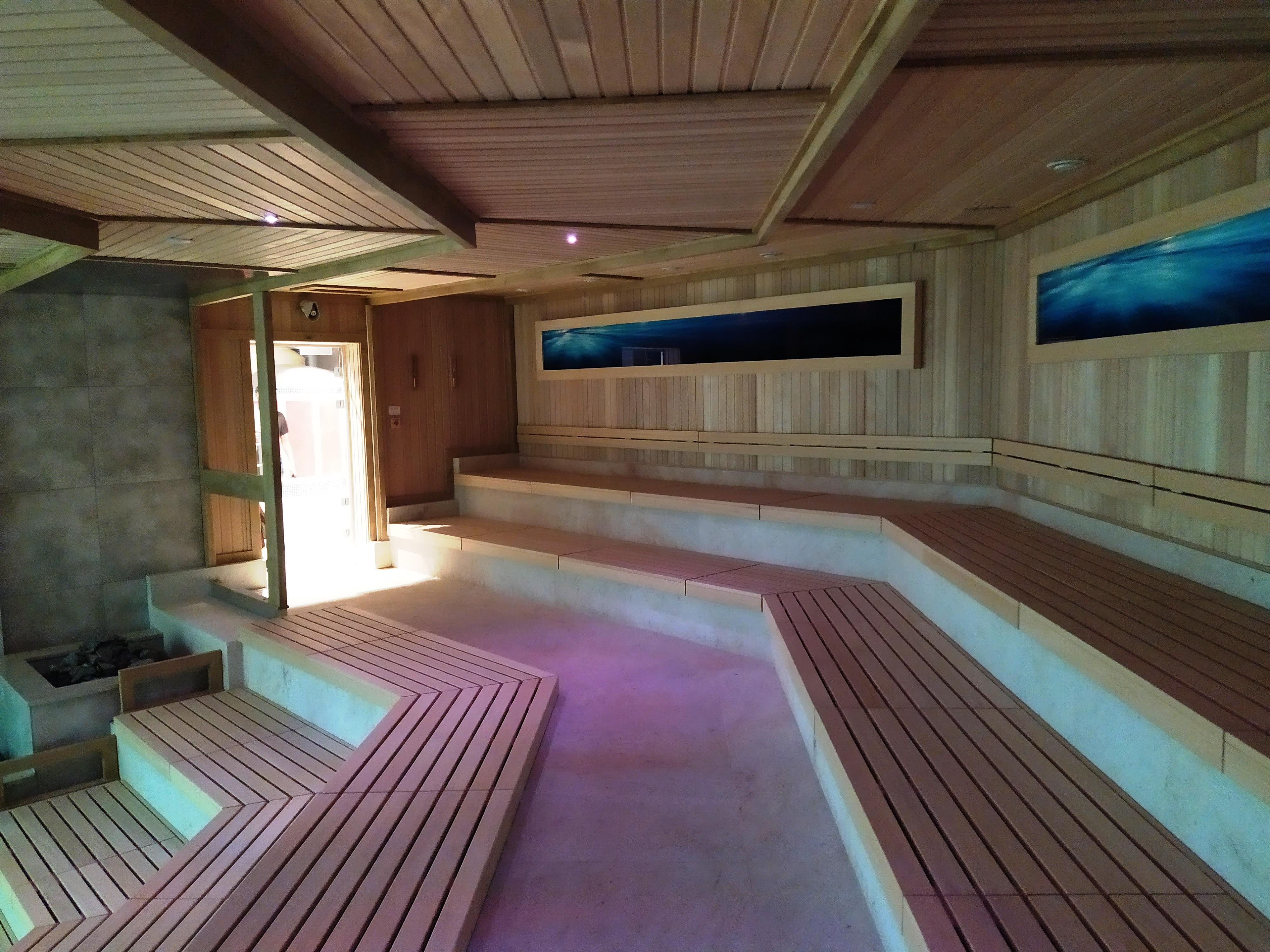
sauna
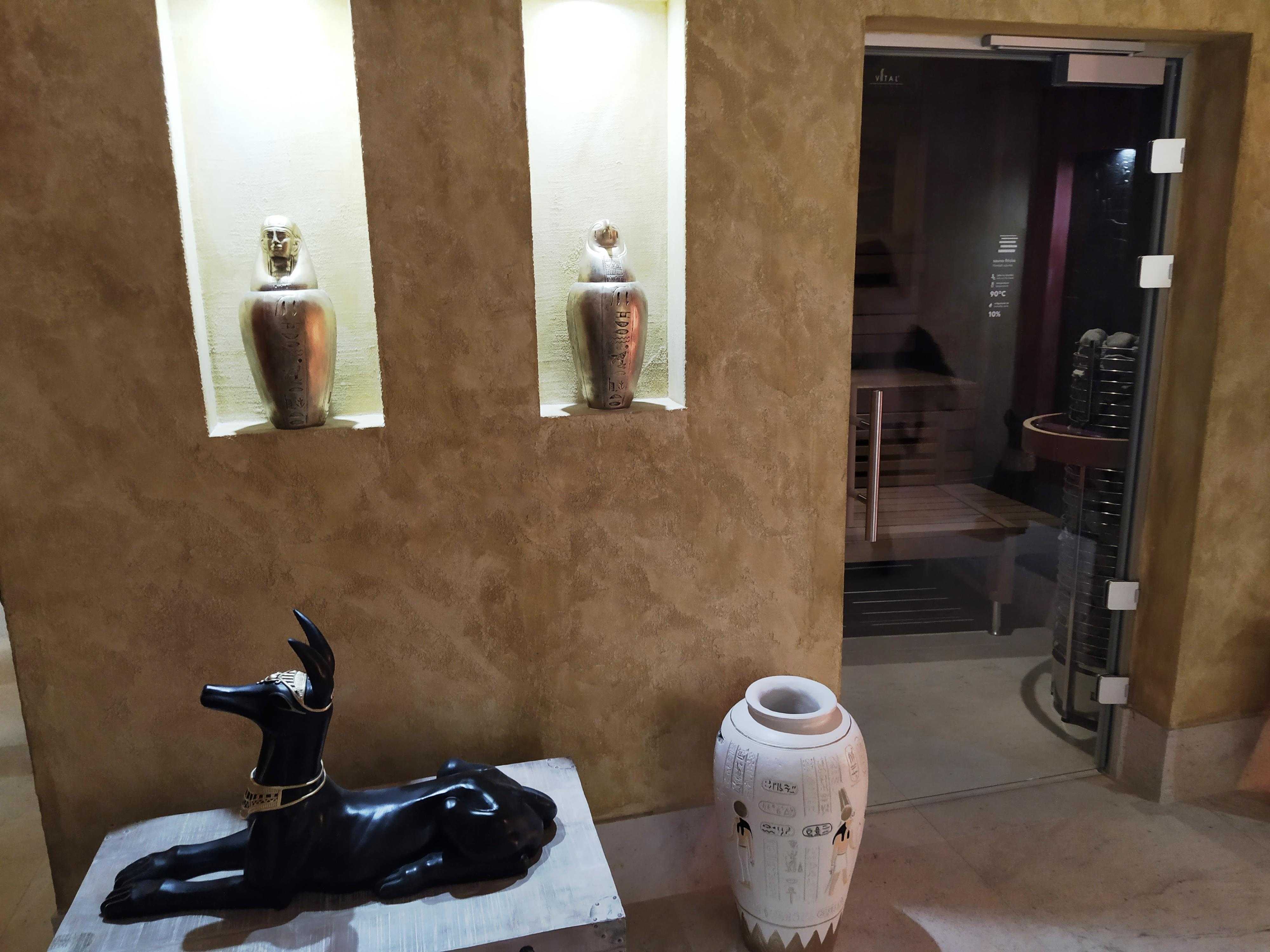
sauna
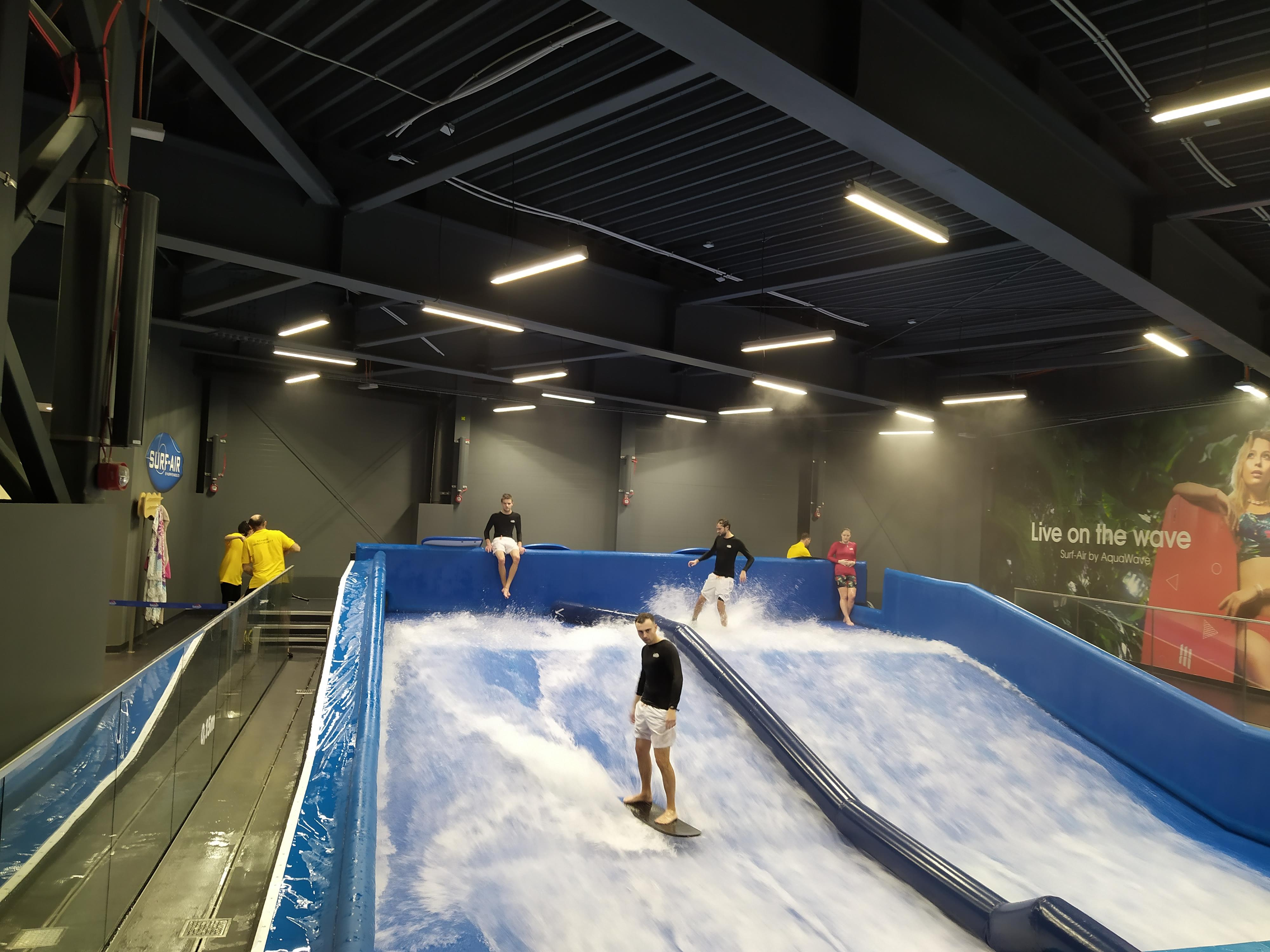
surfing
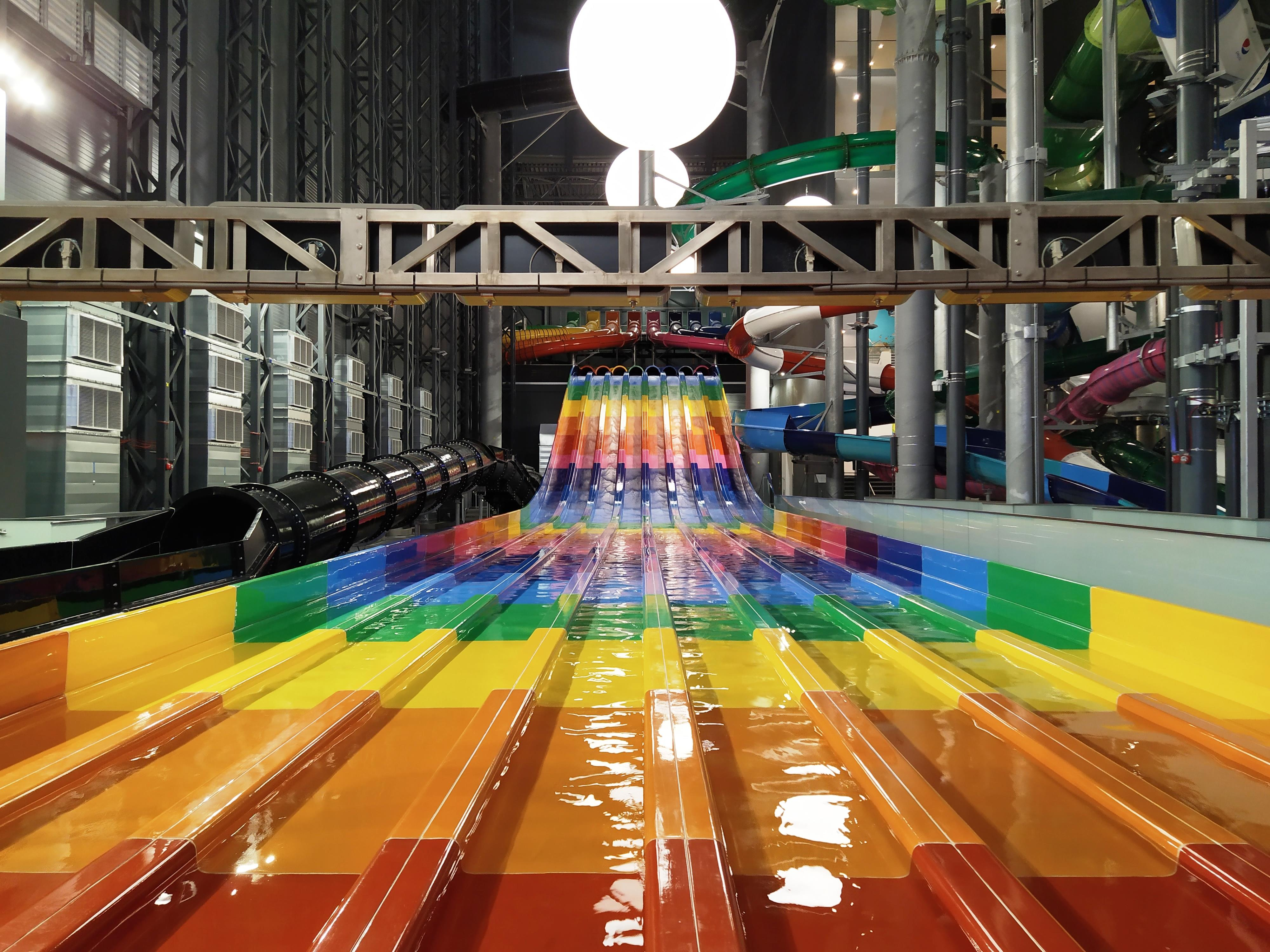
tobogán
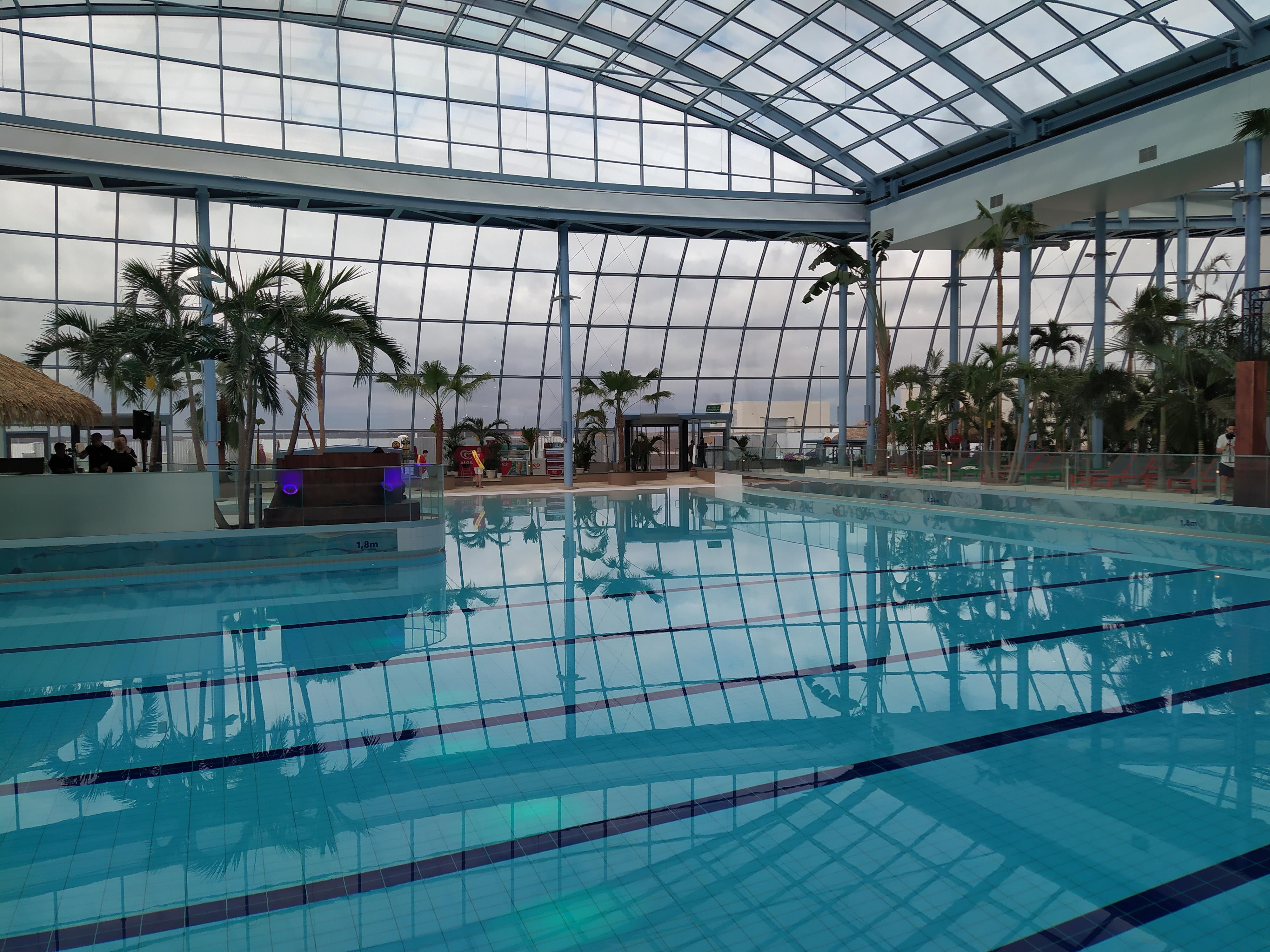
bazén
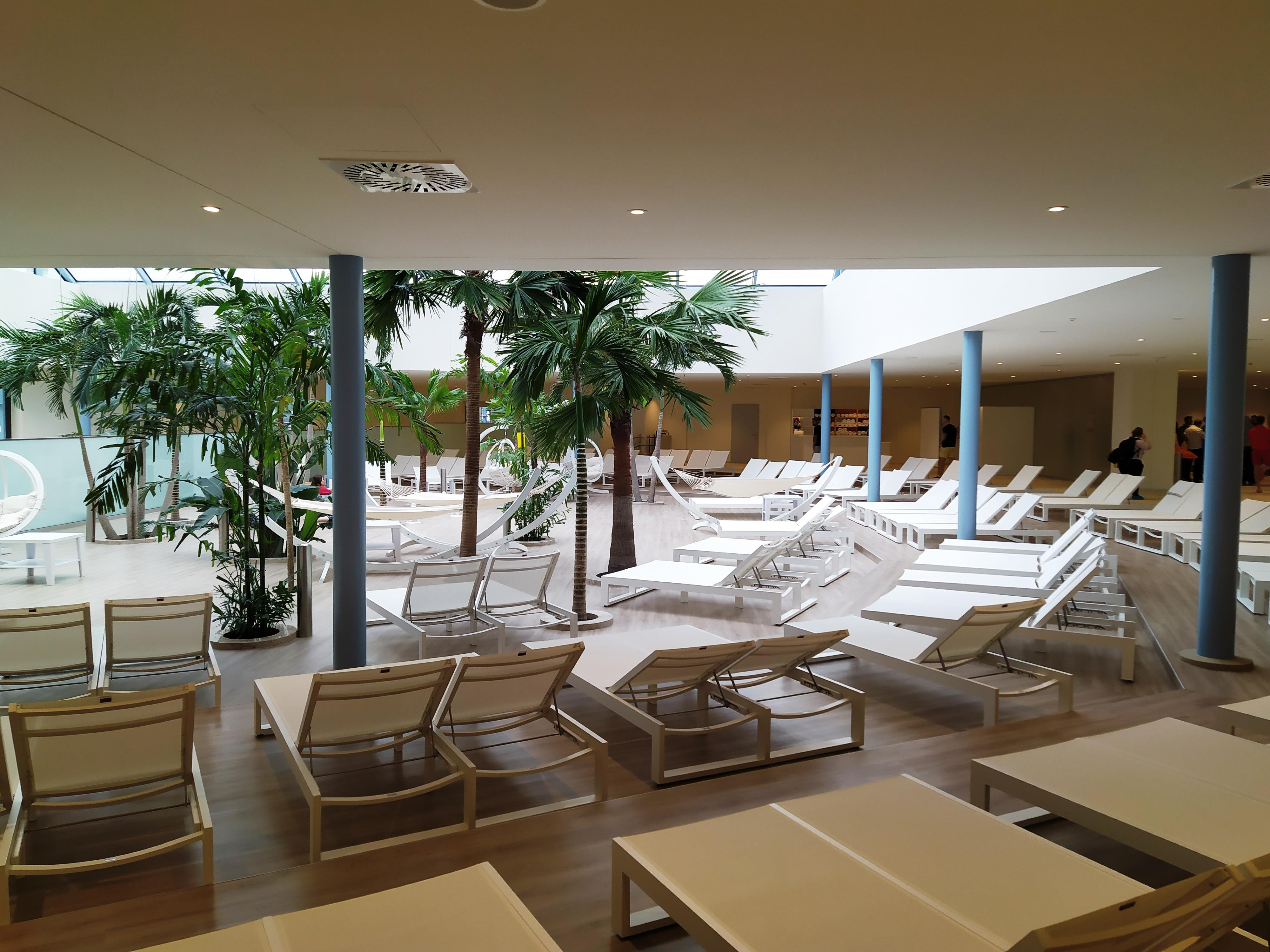
zóna relax